# イン・ノミネ
イン・ノミネ（ラテン語：In Nomine） は、16世紀から17世紀にかけてイングランドで創られた、単旋聖歌「なんじ聖三位一体に栄光あれ」（Gloria Tibi Trinitas）の一部分を定旋律とするポリフォニックな器楽曲の名称。「イン・ノミネ（・ドミニ）」という名称は、「（神の）御名において」という歌詞の部分から定旋律が始まることに由来する。
《イン・ノミネ》は元来、4声か5声のための、特にヴァイオル・コンソートのための音楽であった（とはいえ、やがて鍵盤楽器やリュートの独奏曲に編曲されるようになる）。定旋律を受け持つ1つの楽器（主にアルト声部）が、旋律の各音を1小節ごとに1音（時に2音）ずつ奏でる中、残りの声部であるトレブル、テノール、バスは、より複雑な旋律線を通模倣的な対位法によって織り合わせていく。たいていこれらの声部は、いくつかの新しい動機を交互に繰り出していく。
《イン・ノミネ》は、1520年ごろにジョン・タヴァナーによって作曲されたミサ曲《なんじ聖三位一体に栄光あれ》が起源であり、この曲の「ベネディクトゥス」楽章で「イン・ノミネ・ドミニ」という歌詞が、ミーン（アルト）のパートに聖歌の旋律が置かれる4声の対位法で歌われる。この部分が器楽曲として演奏されると人気を呼び、コンソート音楽という新しい楽種の模範となった。ヴァイオル・コンソートのための《イン・ノミネ》は、現代音楽の作曲家によっても挑戦されている。
《イン・ノミネ》の往年の作曲家として、クリストファー・タイ、トマス・タリス、ウィリアム・バード、オーランド・ギボンズ、リチャード・オールウッド、ヘンリー・パーセルがとりわけ有名である。《イン・ノミネ》は、どちらかと言えば遅めで瞑想的な性格の小品であるが、性格においては変化に富み、憂鬱なものや静謐なもの、激昂したもの、愉快なものまでさまざまである。たとえばタイの作例では、行商人の声を模倣した「叫び」（Crye）と題された《イン・ノミネ》すらある。

## 音源
- Bull In Nomine(MIDI file, 8kb)

ジョン・ブルによる鍵盤楽器のための《イン・ノミネ》
定旋律が最上声部に置かれる中、残りの2声部がポリフォニックなテクスチュアとホモフォニックなテクスチュアを交替させていく。
- Gibbons In Nomine (MIDI file, 10kb)

オーランド・ギボンズの5声の《イン・ノミネ》
おそらくヴァイオル・コンソートのために作曲されたのであろうが、この音源ではオルガンで演奏されている。